# Вартенберг (Гессен)
Вартенберг (нем. Wartenberg) — община в Германии, в земле Гессен. Подчиняется административному округу Гиссен. Входит в состав района Фогельсберг. Население составляет 3980 человек (на 31 декабря 2010 года). Занимает площадь 39,54 км².
Община подразделяется на 2 сельских округа.

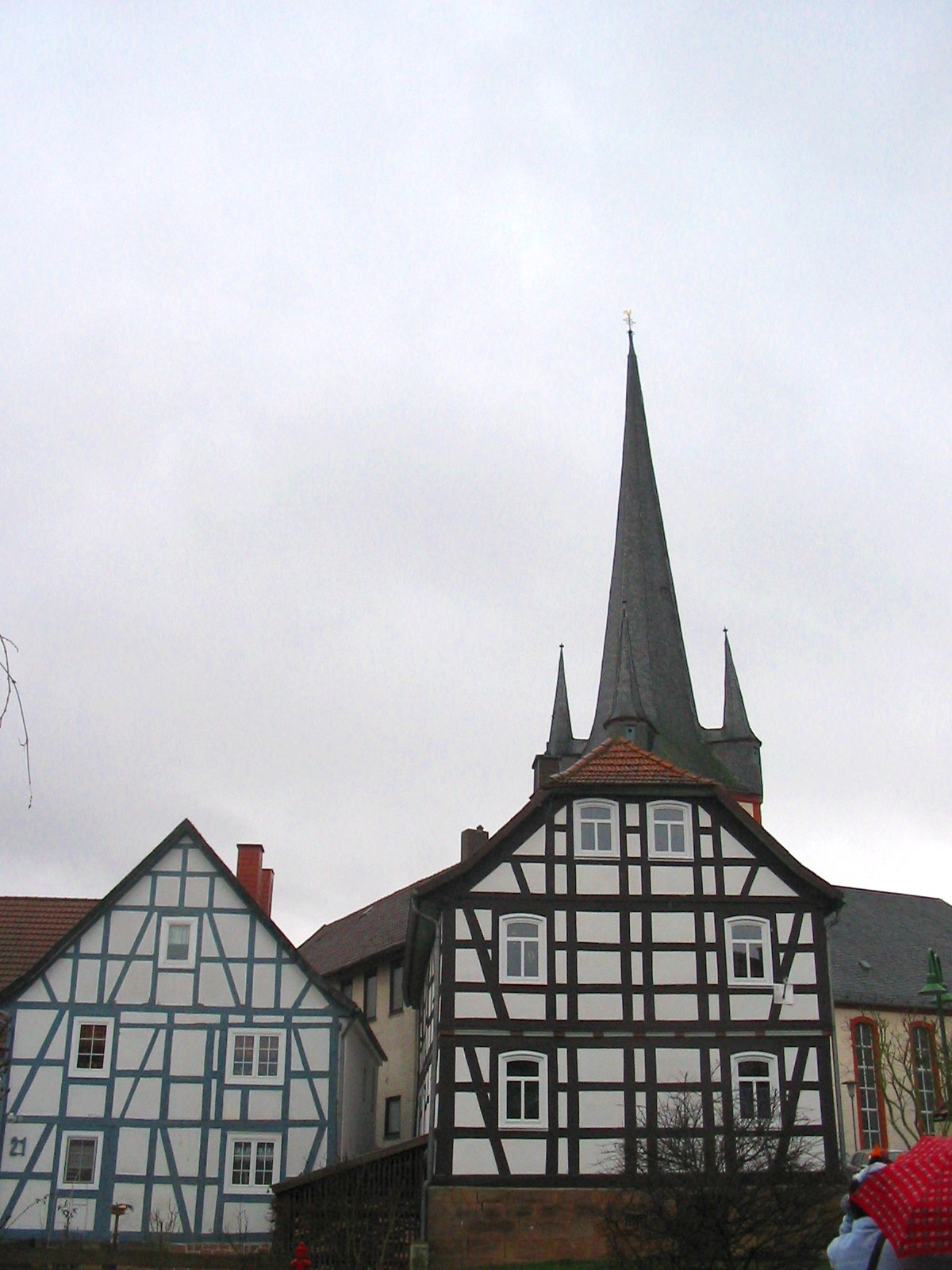
Вартенберг